# Cerambycini
Cerambycini (лат.) — триба усачей из подсемейства настоящих усачей.

## Морфология

### Имаго
Жуки длиной от 30 до 54 мм. Переднеспинка у вершины с широким сильным перехватом, здесь почти в полтора раза уже, чем на основании, на диске в крупных извилистых морщинках (Neocerambyx raddei).

### Личинки
Тело очень крупное (длина личинки старшего возраста до 65 мм и ширина головы до 8 мм). Дорсальные двигательные мозоли разделены двумя поперечными бороздками, сходящимися на боках с глубокими латеральными морщинистыми складками. Вентральные двигательные мозоли грубоморщинистые. Грудные ноги развитые. Глазков по три с каждой стороны головы.

## Систематика
В составе трибы:
- род: Aeolesthes Gahan, 1890
- род: Allodisus Schwarzer, 1926
- род: Amphelictus Bates, 1884
- род: Atiaia Martins & Monné, 2002
- род: Bolbotritus Bates, 1871
- род: Bothrocerambyx Schwarzer, 1929
- род: Butherium Bates, 1870
- род: Calocerambyx Heller, 1905
- род: Calpazia Pascoe, 1857
- род: Cerambyx Linnaeus, 1758
- род: Cevaeria Tavakilian, 2003
- род: Coelodon Audinet-Serville
- род: Coelodoniella Adlbauer, 2005
- род: Coleoxestia Aurivillius, 1912
- род: Criodion Audinet-Serville, 1833
- род: Cyriopalus Pascoe, 1866
- род: Derolus Gahan, 1891
- род: Derolydnus Hüdepohl, 1989
- род: Dialeges Pascoe, 1856
- род: Dissaporus Aurivillius, 1907
- род: Dissopachys Reitter, 1886
- род: Djabiria Duvivier, 1891
- род: Dymasius Thomson, 1864
- род: Elydnus Pascoe, 1869
- род: Falsoxoanodera Pic, 1923
- род: Gibbocerambyx Pic, 1923
- род: Graciliderolus Lepesme & Breuning, 1958
- род: Hamaticherus Audinet-Serville, 1834
- род: Hirtobrasilianus Fragoso & Tavakilian, 1985
- род: Hoplocerambyx Thomson, 1864
- род: Imbrius Pascoe, 1866
- род: Ischionorox Aurivillius, 1922
- род: Iuati Martins & Galileo, 2010
- род: Jebusaea Reiche, 1877
- род: Juiaparus Martins & Monné, 2002
- род: Jupoata Martins & Monné, 2002
- род: Lachnopterus Thomson, 1864
- род: Macrambyx Fragoso, 1982
- род: Margites Gahan, 1891
- род: Massicus Pascoe, 1867
- род: Melathemma Bates, 1870
- род: Metacriodion Fragoso, 1970
- род: Micrambyx Kolbe, 1893
- род: Microderolus Aurivillius, 1925
- род: Mimosebasmia Pic, 1946
- род: Nadezhdiella Plavilstshikov, 1931
- род: Neocerambyx Thomson, 1860
- род: Neoplocaederus Sama, 1991
- род: Ochrodion Fragoso, 1982
- род: Odzala Villiers, 1968
- род: Opsamates Waterhouse, 1879
- род: Pachydissus Newman, 1838
- род: Paracriodion Fragoso, 1982
- род: Parasphallenum Fragoso, 1982
- род: Peruanus Tippmann, 1960
- род: Plocaederus Megerle in Dejean, 1835
- род: Pneumida J. Thomson, 1864
- род: Poeciloxestia Lane, 1965
- род: Potiaxixa Martins & Monné, 2002
- род: Prosphilus Thomson, 1864
- род: Pseudaeolesthes Plavilstshikov, 1931
- род: Ptycholaemus Chevrolat, 1858
- род: Rhytidodera White, 1853
- род: Sebasmia Pascoe, 1859
- род: Sphallambyx Fragoso, 1982
- род: Sphallenopsis Fragoso, 1981
- род: Sphallenum Bates, 1870
- род: Sphallopterus Fragoso, 1982
- род: Sphallotrichus Fragoso, 1982
- род: Spiniderolus Lepesme & Breuning, 1958
- род: Tapinolachnus Thomson, 1864
- род: Taurotagus Lacordaire, 1869
- род: Teraschema Thomson, 1860
- род: Trachylophus Gahan, 1888
- род: Trirachys Hope, 1841
- род: Utopia J. Thomson, 1864
- род: Xenopachys Sama, 1999
- род: Xestiodion Fragoso, 1981
- род: Xoanodera Pascoe, 1857
- род: Xoanotrephus Hüdepohl, 1989
- род: Zatrephus Pascoe, 1857
- род: Zegriades Pascoe, 1869